# Oliver Ekman-Larsson
Oliver Oscar Emanuel Ekman-Larsson (Karlskrona, 17 luglio 1991) è un hockeista su ghiaccio svedese.

## Palmarès

### Club
- Stanley Cup: 1

Florida Panthers: 2023-2024

### Olimpiadi
- 1 medaglia:
  - 1 argento (Sochi 2014)

### Mondiali
- 4 medaglie:
  - 2 ori (Germania/Francia 2017; Danimarca 2018)
  - 1 argento (Slovacchia 2011)
  - 1 bronzo (Germania 2010)